# Bewdley
Bewdley ( Aussprache) ist eine kleine Stadt in Worcestershire, England. Sie liegt am Ufer des Flusses Severn im Westen von Kidderminster, hat 10.689 Einwohner (2001) und gehört zum Distrikt Wyre Forest.
Die Stadt besteht schon sehr lange. Sie wurde zuerst im Domesday-Buch zusammen mit der Gründung von Wribbenhall als Teil des Anwesens von Kidderminster im 14. Jahrhundert erwähnt. Zuerst benannt als Beau lieu, Französisch für „Schöner Platz“ – eine Bezeichnung, die gut zu John Lelands Ausspruch in seinem Buch Itinerary „a man cannot wish to see a towne  better“ passt. Die Stadt wurde 1472 zu einem Borough, diesen Status behielt es bis zu einer Kommunalreform 1974. Bewdley ist jetzt Teil des Wyre Forest District Council.

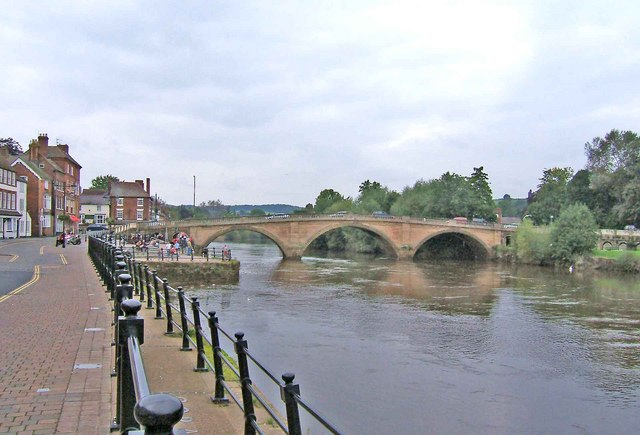
Bewdley Bridge (2008)

Die heutige Brücke über den Fluss Severn in Bewdley wurde 1798 von Thomas Telford gebaut. Es ist die einzig ursprünglich erhaltene Telfordbrücke, die für die Nutzung mit Kraftfahrzeugen zugelassen ist. Es gibt Spekulationen von lokal ansässigen Personen, dass dies nur einer "Geheimen Verstärkungsaktion" zu verdanken wäre, die während des Zweiten Weltkriegs vollzogen wurde, um die Brücke, wenn nötig, für Panzer befahrbar zu machen.
Der Fluss Severn tritt im Winter häufig über die Ufer und überflutet dabei viele Häuser und kommerzielle Einrichtungen. Seit geraumer Zeit sind Arbeiten zur Verstärkung des westlichen Ufers im Gange. Es ist vorerst nicht geplant, das Ostufer wesentlich zu verstärken, da der Kosten-Nutzen-Faktor dies nicht zulässt. Es wird allerdings in Erwägung gezogen eine vorübergehend einsetzbare aufblasbare Barriere für den Schutz des Ostufers einzusetzen, welche seit April 2006 einsatzbereit ist. Bewdleys lange Erfahrung mit Überflutungsbekämpfung führte 2002 zur Erschaffung eines nationalen Flutforums.
Stanley Baldwin war von 1908 bis 1937 Member of Parliament für Bewdley sowie dreimal (1923–1924 und 1924–1929 sowie 1935–1937) Premierminister des Vereinigten Königreichs. 1937 wurde er als Earl Baldwin of Bewdley in den britischen erblichen Adelsstand erhoben.

## Partnerstädte
- Clarksville, Indiana, Vereinigte Staaten
- Fort-Mahon-Plage, Frankreich
- Vellmar, Deutschland

## Persönlichkeiten
- John Beddoe (1826–1911), Anthropologe und Rassenforscher
- Stanley Baldwin (1867–1947), Politiker
- George Thomas Smith-Clarke (1884–1960), Ingenieur
- Luke Woodhouse (* 1988), Dartspieler
- Becky Hill (* 1994), Popsängerin